# Michal Kubicsko
Michal Kubicsko (20. července 1893 Spišské Podhradie – ???) byl československý politik a meziválečný poslanec Národního shromáždění za Komunistickou stranu Československa.

## Biografie
Podle údajů k roku 1926 byl profesí tajemníkem v Prešově.
Po parlamentních volbách v roce 1925 získal mandát v Národním shromáždění. Mandát ale získal až dodatečně roku 1926 poté, co poslanec Herman Taussig nezískal osvědčení pro potvrzení svého mandátu. V roce 1928 vystoupil z poslaneckého klubu KSČ, jistou dobu pak byl nezařazeným poslancem a koncem roku 1928 byl zbaven mandátu. Jeho poslanecké křeslo zaujal Josef Balász, který ale mandát nepřevzal, a tak poslanecký post obsadil Imrich Matej.